# Emergentyzm
Emergentyzm – sposób wyjaśniania zjawisk przeciwstawny zarówno holizmowi jak i redukcjonizmowi; stanowisko głoszące, że własności zjawisk nie mogą być wywiedzione na podstawie znajomości cech ich składników. Przykładowo, właściwości grupy nie można ustalić na podstawie znajomości cech jej członków. Emergencja oznacza pojawienie się nowych cech i właściwości na wyższych poziomach organizacji. 
Jako stanowisko filozoficzne emergentyzm pojawił się na Wyspach Brytyjskich w połowie XIX wieku i przeżywał rozkwit aż do okresu międzywojennego. Udane przykłady redukcji w naukach przyrodniczych (wyjaśnienie procesów chemicznych na podstawie wiedzy o budowie atomu i odkrycie struktury DNA, dające chemiczną interpretację praw genetyki), osłabiły mocno jego atrakcyjność. Dodatkowo w latach 50. emergentyzm został poddany krytyce przez teoretyków metodologii badań naukowych związanych z tzw. analityczną filozofią nauki, takich jak m.in. Carl Gustav Hempel, Paul Oppenheim, Ernest Nagel. 
Po załamaniu się programu redukcjonistycznego w końcu lat 60. emergentyzm zaczął powracać do łask i stanowi obecnie dość powszechne narzędzie interpretacji autonomii własności przedmiotów czy też  układów złożonych, których to własności nie daje się zredukować do ich tzw. mikrostruktury (części, z których są zbudowane, ich własności i wzajemnych relacji - przestrzennych lub przyczynowych.)
Jednocześnie trwa dyskusja nad właściwą definicją tego stanowiska. Jeden z poważniejszych sporów dotyczy natury niemożliwości, o której mowa w definicji. 
Ci, którzy stoją na stanowisku emergentyzmu ontologicznego, uznają, że nie umiemy dokonać redukcji własności emergentnych do mikrostruktury przedmiotu, ponieważ ukonstytuowanie się złożonej całości wprowadza do obiektywnie istniejącej rzeczywistości jakąś zasadniczą nowość (np. nową jakość lub nowe siły przyczynowe).
Stanowiskiem przeciwnym jest emergentyzm epistemologiczny, uznający, że wspomniana niemożliwość jest związana jedynie z ludzkimi ograniczeniami poznawczymi, a to, co jest uznawane za emergentne dzisiaj, może w miarę udoskonalania teorii naukowych okazać się w przyszłości własnością redukowalną, czyli, by odwołać się do języka filozofii emergentystycznej, własnością rezultantną.